# Un ponte per l'inferno
Un ponte per l'inferno è un film del 1986, diretto da Umberto Lenzi. Questo film utilizza filmati d'archivio dei film Jugoslavi "Most", "Sutjeska", "Partizanska Eskadrila".